# Journal of Physiology and Biochemistry
The Journal of Physiology and Biochemistry, escurçat J. Physiol. Biochem., és una revista científica oficial de la Universitat de Navarra i publicada per Springer-Verlag. Va ser fundada per Juan Jiménez Vargas, a Barcelona, el 1945 amb el nom de Revista espanyola de fisiologia, i va comptar aleshores amb el suport del Consell Superior de Recerques Científiques (CSIC).
Jiménez Vargas la va fundar amb la idea d'establir un canal de comunicació entre els fisiòlegs espanyols i els d'altres països. La revista es va publicar a Barcelona des de la fundació el 1945 fins a l'any 1966, i des del 1967, que és quan es va vincular al Departament de Fisiologia Animal de la Universitat de Navarra, que es publica a Pamplona.
Els seus primers directors van ser els doctors Juan Jiménez Vargas (1945-1989) i Francisco Ponz (1945-2009). La doctora Ana María Barber en va ser codirectora —des de 1994—, i editora (2010-2014). A partir de l'any 1996 (vol. 52), es va decidir el canvi de la denominació de la publicació al qual té des de llavors Journal of Physiology and Biochemistry (JPBY).
La revista apareix amb quatre números per any i publica articles que tracten aspectes de fisiologia, bioquímica i biologia molecular.
El 2010, la revista es publica amb l'editorial holandesa Springer —posteriorment Springer-Nature. Les editores eren María Pilar Lostao (des de 2010) i María Jesús Moreno Aliaga (des de 2015). La incorporació a l'editorial Springer-Nature va suposar una notable millora en la gestió i en la visibilitat, qualitat i factor d'impacte que en el 2022 es va situar en 3,4. Segons les estadístiques de Journal Ranking on Biochemistry, la revista ocupa el lloc 157 (Q2) entre 445 revistes en la categoria de Bioquímica i el 67 (Q2) entre 193 revistes en la categoria de Fisiologia.